# 5. Unterseebootsflottille
De 5. Unterseebootsflottille, ook bekend onder de naam Unterseebootsflottille Emsmann, was aanvankelijk een operationele eenheid U-Boten en later opleidingseenheid van de Duitse Kriegsmarine. De eenheid werd in mei 1941 opgericht en kwam onder leiding te staan van Hans-Rudolf Rösing. De naam was te danken aan marineofficier Hans Joachim Emsmann, die in de Eerste Wereldoorlog in sneuvelde.
De operationele eenheid deed dienst tot en met december 1939, toen de zes overige boten werden overgeheveld naar de 1. Unterseebootsflottille.
In juni 1941 werd de eenheid heropgericht, ditmaal als trainingseenheid. 336 U-Boten maakten tijdens het bestaan van de eenheid deel uit van de 5. Unterseebootsflottille. De eenheid zat tijdens haar gehele bestaan gevestigd in Kiel en stond onder leiding van Karl-Heinz Moehle. Tijdens de opleiding werd de bemanningsleden de basisvaardigheden bijgeleerd. Bij de Duitse overgave in mei 1945 werd de eenheid officieel opgeheven.

## Commandanten
- December 1938 - december 1939 - Kapitänleutnant Hans-Rudolf Rösing[1]
- Juni 1941 - augustus 1942 - Kapitänleutnant Karl-Heinz Moehle[3]
- September 1942 - november 1942 - Korvettenkapitän Hans Pauckstadt[3]
- November 1942 - mei 1945 - Korvettenkapitän Karl-Heinz Moehle[3]